# Поляки в Німеччині

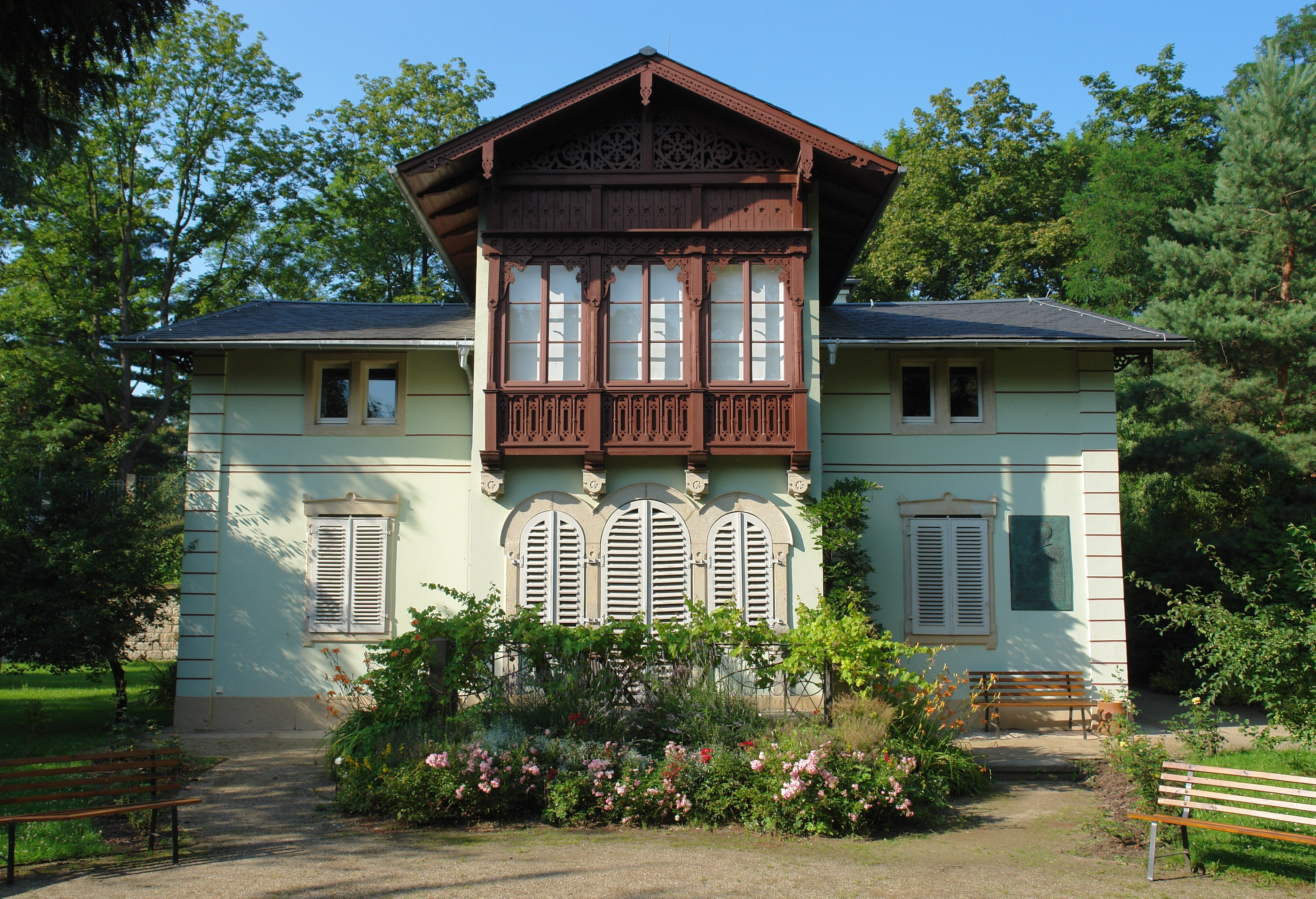
Музей Крашевського в Дрездені в колишньому будинку письменника.

Польська діаспора в Німеччині — спільнота поляків, людей польського походження або з польським корінням, зокрема нащадків довоєнної польської меншини, політичних біженців або економічних мігрантів, польських громадян, які мають статус іноземців у Німеччині, а також людей, які виїхали з Польщі, декларуючи німецьке походження, та які також вказують на свою польську ідентичність.

## Характеристика
Спільнота мігрантів з Польщі неоднорідна в плані етнокультурної ідентичності, що пов'язано з хвильовим характером міграції з Польщі до Німеччини.
За останні двісті років понад 8 мільйонів людей переїхали до Німеччини з території Польщі.
Тут можна розрізняти, наприклад, поляків, які опинилися в Німецькому союзі внаслідок зміни кордонів, і поляків, які прибули до Німеччини після національних повстань або з метою працевлаштування (наприклад, під час воєнного стану або після вступу Польщі до Європейського Союзу).
Етнічні кордони між поляками й німцями, а також іншими автохтонними групами, у багатьох випадках стали нечіткими внаслідок численних змін кордонів (наприклад, внаслідок поділів Речі Посполитої, після Першої та Другої світових воєн).

## Історія
Сучасна історія польської спільноти в Німеччині бере свій початок у XIX столітті.

Польськомовні у Пруссії за даними переписів 1905 і 1910 років.

### Період поділів Речі Посполитої

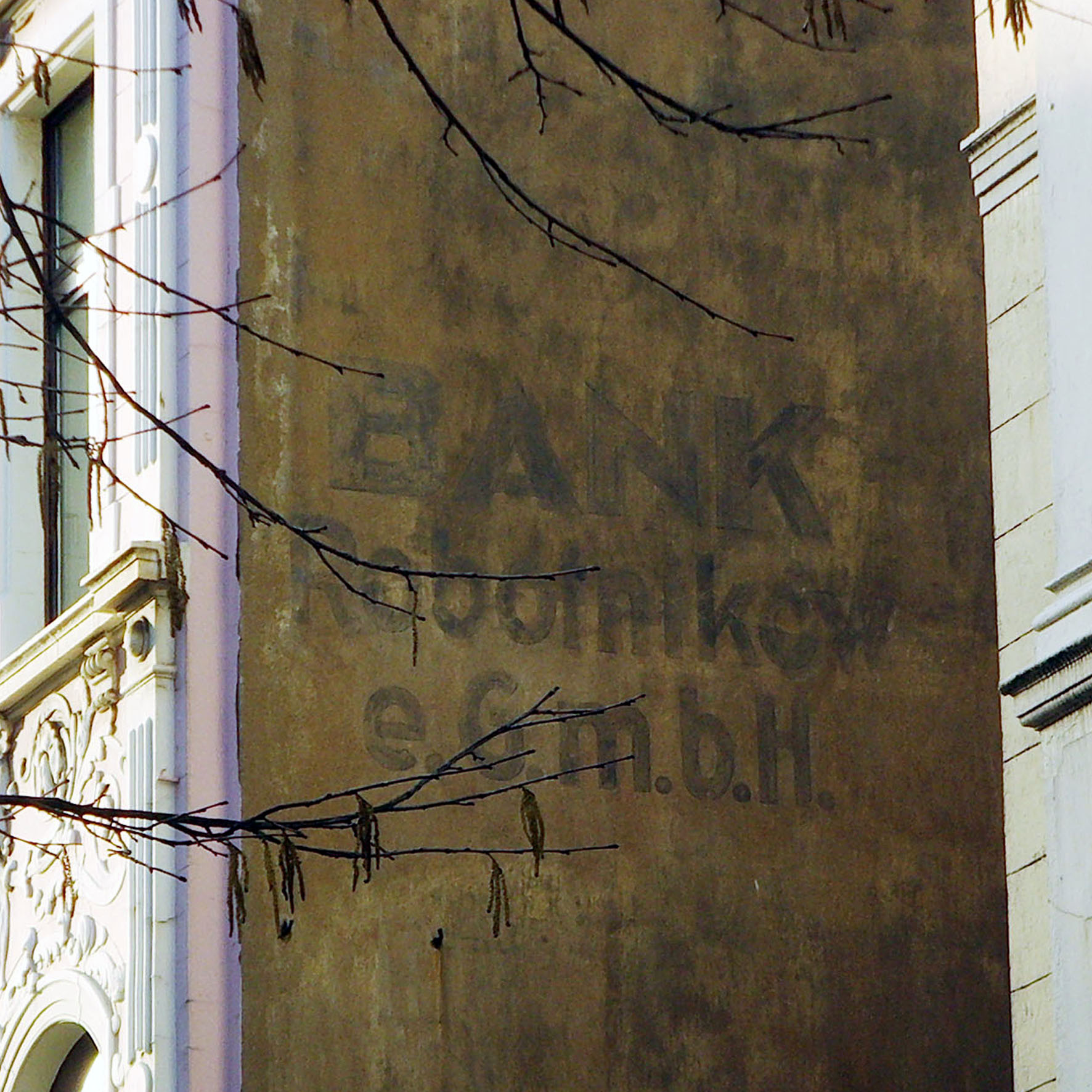
Польськомовна вивіска колишнього Банк Робітників в Бохумі.

Масовий приплив іммігрантів з польських теренів розпочався у другій половині XIX століття. Між 1870 і 1914 роками приблизно 3,5 мільйона поляків емігрували до Німецької імперії. З них близько 1,2 мільйона поляків переїхали з тодішнього прусського поділу до Німецької імперії, 1,2 мільйона польських іммігрантів прибули з російського поділу та близько 1,1 мільйона — з австрійського поділу.

### Міжвоєнний період

Родло (символ) — символ, що використовується Союз поляків у Німеччині з 1933 року.

У міжвоєнний період було підраховано, що близько 0,5 мільйона поляків проживало в Сілезії та близько 100 000 мазурів у Східній Пруссії. Загальна кількість автохтонних поляків у Німеччині оцінювалася приблизно в 1 мільйон осіб. Трудова еміграція призвела до значної концентрації польських робітників у Рейнській області (близько 250,000). 60 % з близько 115 000 сільськогосподарських робітників постійно проживали в Райху, тоді як решта (близько 45 000) прибували до Німеччини в березні й залишалися там до грудня. Сезонні сільськогосподарські робітники були завербовані Німецьким центром зайнятості. Вони могли заробити близько 100 марок, але їхні умови життя залишалися дуже важкими.
Центральною організацією польської меншини був Союз поляків у Німеччині, заснований у Берліні в 1923 році. Поділений на п'ять територіальних округів, він налічував близько 100 000 членів. Професійні організації були представлені Польською профспілкою зі штаб-квартирою в Бохумі, заснованою в 1902 році. Вона налічувала близько 13 000 членів, переважно у Вестфалії. Діяли також церковні, громадські та гімнастичні товариства («Сокіл»). Серйозний внесок у розвиток польської громади зробило Товариство польських промисловців у Берліні, засноване в 1867 році. Вона налічувала близько 200 членів, переважно ремісників. Польська преса була представлена понад десятком часописів. Найсерйознішим журналом був «Католік», який виходив у Битомі. Існували також спортивні клуби, такі як ПСК Берлін (Польський Спортивний Клуб Берлін, що проіснував з 1911 до 1939, а згодом з 1948 до 1951).
Польська освіта постала перед труднощами. Існувало лише 32 державні польські школи (станом на квітень 1929 року) — всі в окрузі Ополе, які відвідували 646 дітей. Польську мову також викладали в 31 німецькій школі, переважна більшість котрих була розташована у Вармії та прикордонних районах. Заняття проходили від двох до чотирьох годин на тиждень, їх відвідували 1 400 дітей. У Вестфалії та Східній Пруссії польська освіта була виключно приватною і слаборозвиненою. У всій Німеччині 4 000 дітей навчалися польської мови.

### Друга світова війна
З моменту набуття чинності декретів, виданих Третім Рейхом 7 вересня 1939 року (після початку німецької агресії проти Польщі), поляків, які проживали у Німеччині, позбавили статусу національної меншини. У лютому 1940 року організації поляків у Німеччині були розпущені, їхнє майно конфісковане, а діяльність заборонена постановою Ради оборони Рейху за підписом Германа Герінга.

### Повоєнний період
Внаслідок зміни кордонів після Другої світової війни автохтонне польське населення не проживало на території Німеччини, оскільки території, на яких воно мешкало до війни, увійшли до складу Польської Народної Республіки. До 1948 року на північному заході Німеччини існувала польська зона окупації Німеччини. Поляки у великій кількості населяли тодішню столицю зони, Гарен.

### 1980-ті
Кількість «солідарних» іммігрантів у Німеччині оцінюється від 100 до 850 тисяч осіб.
Так звана еміграція «Солідарності», разом з пізнішими переселенцями 1980-х років, становить культурне і соціальне ядро польської громади в Німеччині.

## Сучасність

### Чисельність

Частка громадян Польщі в населенні Німеччини в 2021 році за районами.

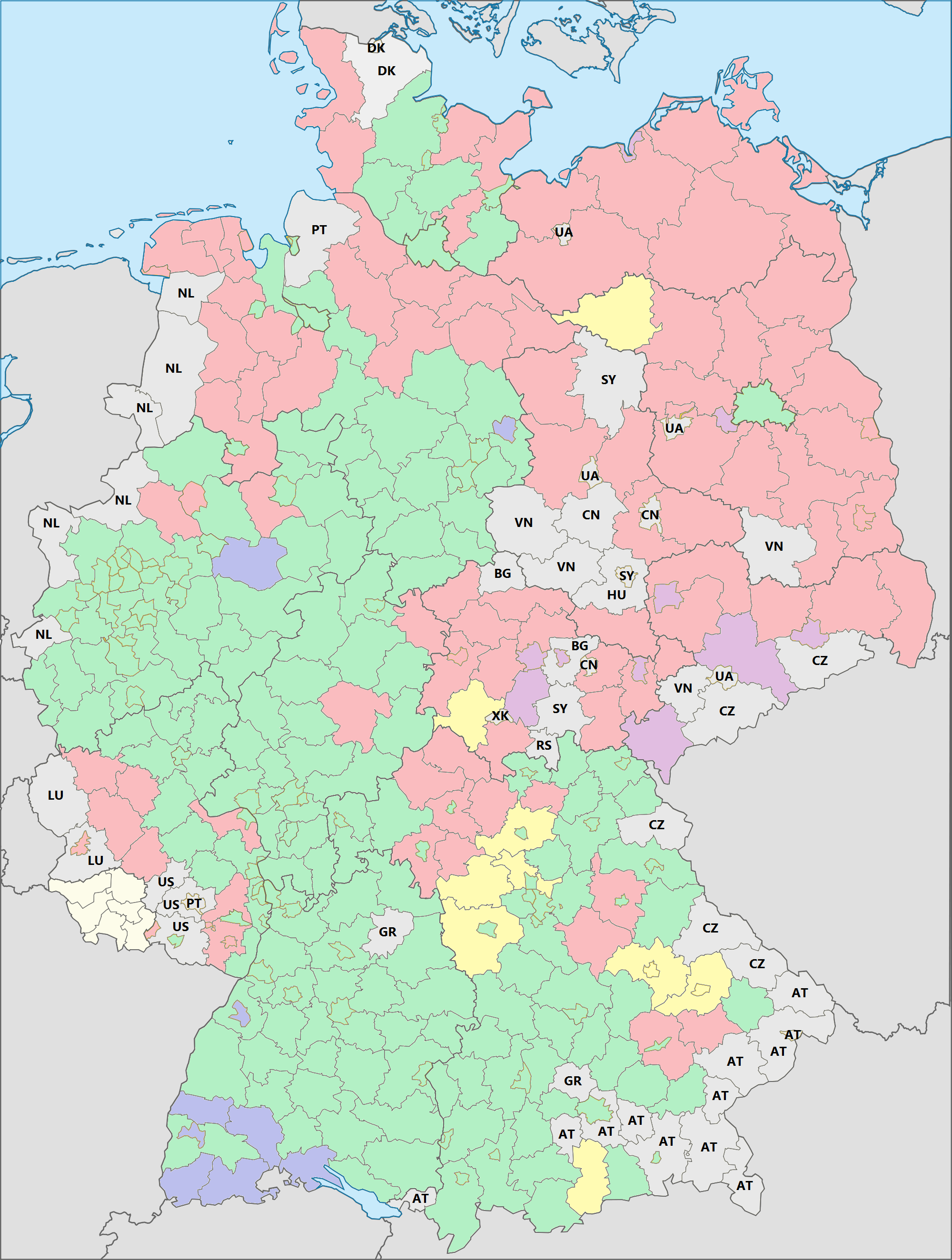
У червоних районах поляки були найчисленнішою групою іноземців станом на 16 березня 2015 року.

На сьогодні в Німеччині проживає, за різними даними, приблизно 1,5-2 мільйони поляків, людей польського походження або вихідців з Польщі. Однак, за даними Міністерства закордонних справ Польщі, слід припустити, що значна частина з них, особливо переміщені особи, не вважають себе поляками. За даними Німецького статистичного управління у 2017 році, в Німеччині було зареєстровано 783 000 осіб, які мають лише польське громадянство, і 690 000 осіб, які мають і німецьке, і польське громадянство.

### Розселення
Дані перепису населення Європейського Союзу 2011:
| Земля                        | Особи з польським міграційним минулим | % населення землі | % загальної чисельності поляків Німеччини |
| ---------------------------- | ------------------------------------- | ----------------- | ----------------------------------------- |
| Північний Рейн-Вестфалія     | 786 480                               | 4,5               | 39,2                                      |
| Баварія                      | 202 220                               | 1,6               | 10,1                                      |
| Баден-Вюртемберг             | 202 210                               | 1,9               | 10,1                                      |
| Нижня Саксонія               | 201 620                               | 2,6               | 10,1                                      |
| Гессен                       | 163 200                               | 2,7               | 8,1                                       |
| Берлін                       | 101 080                               | 3,1               | 5,0                                       |
| Рейнланд-Пфальц              | 88 860                                | 2,2               | 4,4                                       |
| Гамбург                      | 71 260                                | 4,2               | 3,6                                       |
| Шлезвіг-Гольштейн            | 55 510                                | 2,0               | 2,8                                       |
| Бранденбург                  | 27 940                                | 1,1               | 1,4                                       |
| Бремен                       | 26 270                                | 4,0               | 1,3                                       |
| Саксонія                     | 25 700                                | 0,6               | 1,3                                       |
| Саар                         | 19 870                                | 2,0               | 1,0                                       |
| Мекленбург-Передня Померанія | 13 250                                | 0,8               | 0,7                                       |
| Саксонія-Ангальт             | 10 790                                | 0,5               | 0,5                                       |
| Тюрингія                     | 10 140                                | 0,5               | 0,5                                       |
| Разом                        | 2 006 410                             | 2,52              | 100,0                                     |

### Правовий статус
З точки зору правового статусу можна розрізняти осіб, які мають лише німецьке громадянство, осіб, які мають лише польське громадянство, та осіб з подвійним громадянством.
Поляки в Німеччині наразі не мають статусу національної меншини, який був відібраний у них владою Третього Рейху.
У листопаді 2014 року Федеральне міністерство внутрішніх справ Німеччини відхилило заяву Союзу поляків у Німеччині про надання полякам статусу національної меншини.